# Билинская, Анна Григорьевна
Анна Григорьевна Билинская (ноябрь 1925, с. Лозовая, Шаргородский район Винницкой области — 9 августа 1987) — звеньевая колхоза «Прогресс» Шаргородского района Винницкой области, Украинская ССР. Герой Социалистического Труда (1948).

## Биографические сведения
Родилась в семье колхозников Григория и Ольги, имела сестру Надежду. Окончила два класса четырёхлетней школы.
Работала в колхозе, где выполняла разные работы. Впоследствии Анна Билинская избрана звеньевой полеводческой звена.
В 1947 году звено Анны Григорьевны на площади 8,25 га вырастило урожай пшеницы по 33,43 ц/га. В 22-летнем возрасте получила звание Героя Социалистического Труда указом Президиума Верховного Совета СССР от 16 февраля 1948 года «О присвоении звания Героя Социалистического Труда передовикам сельского хозяйства Украинской ССР» «за получение высоких урожаев пшеницы, ржи, кукурузы и сахарной свеклы, при выполнении колхозом обязательных поставок и натуроплаты за работу МТС в 1947 году и обеспеченности семенами зерновых культур для весеннего сева 1948 года».